# Presidente eleito dos Estados Unidos
O presidente eleito dos Estados Unidos é o candidato que presumivelmente venceu a eleição presidencial dos Estados Unidos e está aguardando a posse para se tornar presidente. Não há uma indicação explícita na Constituição dos EUA de quando essa pessoa se torna oficialmente presidente eleito, embora a Vigésima Emenda use o termo "presidente eleito", dando assim ao termo "presidente eleito" uma justificativa constitucional. Supõe-se que a certificação dos votos lançados pelo Colégio Eleitoral dos Estados Unidos pelo Congresso – ocorrendo após o terceiro dia de janeiro, após a posse do novo Congresso, conforme as disposições da Décima Segunda Emenda – confirma, de forma inequívoca, o candidato vencedor como o "presidente eleito" oficial, segundo a Constituição dos EUA. Como um termo não oficial, presidente eleito tem sido usado pela mídia pelo menos desde a segunda metade do século XIX e foi utilizado por políticos desde pelo menos a década de 1790. Políticos e a mídia aplicaram o termo ao vencedor projetado, mesmo na noite da eleição, e pouquíssimos que acabaram por perder foram referidos como tal.
Embora o Dia da Eleição seja realizado no início de novembro, a votação formal dos membros do Colégio Eleitoral ocorre em meados de dezembro, e a posse presidencial (na qual o juramento de posse é feito) é geralmente realizada em 20 de janeiro. A única disposição constitucional diretamente relacionada à pessoa que venceu a eleição presidencial é a sua disponibilidade para tomar o juramento de posse. O Ato de Transição Presidencial de 1963 autoriza a Administração de Serviços Gerais a determinar quem é o aparente vencedor da eleição e prevê uma sequência organizada e oportuna para o planejamento da transição do governo federal em cooperação com a equipe de transição do presidente eleito, também inclui a provisão de espaço de escritório para os "aparentes candidatos bem-sucedidos". Por convenção, durante o período entre a eleição e a posse, o presidente eleito se prepara ativamente para desempenhar as funções do cargo de presidente e trabalha com o presidente em final de mandato para garantir uma transição suave das responsabilidades presidenciais. Desde 2008, presidentes eleitos também têm utilizado o nome "Escritório do Presidente Eleito" para se referir à sua organização de transição, apesar da falta de uma descrição formal para isso.
O Presidente em exercício que for reeleito para um segundo mandato geralmente não é chamado de presidente eleito, uma vez que já está no cargo e não está aguardando para se tornar presidente. Um vice-presidente em exercício que é eleito presidente é referido como presidente eleito.

## Histórico do uso do termo
O uso do termo presidente eleito remonta, pelo menos, à década de 1790, com cartas escritas por vários dos Pais Fundadores dos Estados Unidos, que utilizaram o termo em relação à eleição presidencial dos Estados Unidos de 1796. Há evidências em algumas dessas cartas de que, assim como ocorre hoje, era aceitável aplicar o termo a indivíduos que pareciam ter vencido a eleição, mesmo antes de todos os resultados serem conhecidos.
As principais publicações de notícias começaram a usar o termo regularmente na segunda metade do século XIX.
Com a ratificação da Vigésima Emenda à Constituição dos Estados Unidos em 1933, o termo passou a ser utilizado na Constituição dos Estados Unidos.

## Papel do Colégio eleitoral nas eleições
Embora nem a Constituição nem qualquer lei federal exijam que os eleitores do Colégio Eleitoral votem no candidato que vence o voto popular de seu estado, alguns estados promulgaram leis que obrigam os eleitores a votar no vencedor do voto estadual. Em 2020, a constitucionalidade dessas leis foi confirmada pela Suprema Corte dos Estados Unidos. Historicamente, houve apenas algumas instâncias de "eleitores infiéis" que votaram em um candidato para o qual não estavam comprometidos, e tais casos nunca alteraram o resultado final de uma eleição presidencial.

#### Relatórios do Congresso
Dois relatórios do congresso em 2004 mostraram a diferença entre as eleições por votação popular, sobretudo na eleição presidencial de 2000, e a nomeação do vencedor feita pelo Colégio Eleitoral. Discutiu-se a questão pelo Congresso de que quando os candidatos que tenham recebido a maioria dos votos eleitorais do povo tornar-se-iam o presidente eleito. Porém, não houve consenso e manteve-se a regra dada na  Vigésima Alteração como endossando o poder do Colégio Eleitoral dos "delegados" numa eleição.

## Transição Presidencial
Desde a ampla adoção do telégrafo, em meados do século XIX, o presidente eleito de fato tem sido conhecido com certeza, salvo algumas exceções, dentro de poucos dias (ou até mesmo horas) após o fechamento das urnas no dia da eleição. Como resultado, os presidentes eleitos passaram a ter mais tempo para se preparar antes de assumirem o cargo.
Presidentes eleitos recentes têm montado equipes de transição para preparar uma transferência suave de poder após a posse. Presidentes em fim de mandato têm colaborado com o presidente eleito em questões de políticas importantes durante os últimos dois meses de seu mandato para garantir uma transição tranquila e a continuidade de operações de grande interesse nacional. Antes da ratificação da Vigésima Emenda, em 1933, que mudou o início do mandato presidencial para janeiro, o presidente eleito não assumia o cargo até março, quatro meses após a eleição popular.
Sob o Ato de Transição Presidencial de 1963 (P.L. 88-277), alterado pelo Ato de Eficácia nas Transições Presidenciais de 1998 (P.L. 100-398), o Ato de Transição Presidencial de 2000 (P.L. 106-293), e o Ato de Transição Presidencial Pré-Eleitoral de 2010 (P.L. 111-283), o presidente eleito tem direito a solicitar e receber certos privilégios da Administração de Serviços Gerais (GSA) enquanto se prepara para assumir o cargo.
A Seção 3 do Ato de Transição Presidencial de 1963 foi promulgada para ajudar a suavizar as transições entre administrações presidenciais. Para esse fim, provisões como espaço para escritório, serviços de telecomunicações e membros da equipe de transição são disponibilizados, mediante solicitação, ao presidente eleito, embora o Ato não conceda ao presidente eleito poderes oficiais e não mencione um "Escritório do Presidente Eleito".
Em 2008, o presidente eleito Barack Obama fez inúmeros discursos e conferências de imprensa diante de um painel com a inscrição "Office of the President Elect" e usou o mesmo termo em seu site. O presidente eleito Donald Trump fez o mesmo em 11 de janeiro de 2017.
O Ato de Transição Presidencial de 1963 também autoriza o Administrador da GSA a emitir uma "carta de reconhecimento" mesmo antes da votação de dezembro do Colégio Eleitoral, esta carta identifica os vencedores aparentes da eleição geral de novembro, permitindo que o presidente eleito, o vice-presidente eleito e as equipes de transição recebam financiamento federal para a transição, espaço para escritório e serviços de comunicação antes do início da nova administração em 20 de janeiro. Não há regras fixas sobre como a GSA determina o presidente eleito. Normalmente, o chefe da GSA toma a decisão após organizações de notícias confiáveis declararem o vencedor ou após a concessão da derrota pelo perdedor.
O Artigo II, Seção 1, cláusula 8 da Constituição estabelece que "Antes de assumir o exercício de seu cargo", o presidente deve jurar ou afirmar que "executará fielmente o cargo de Presidente dos Estados Unidos" e "preservará, protegerá e defenderá a Constituição dos Estados Unidos." A Vigésima Emenda estabelece que o meio-dia de 20 de janeiro marca tanto o fim de um mandato presidencial de quatro anos quanto o início do próximo. Existe um "mistério constitucional" sobre quem (se é que alguém) detém a presidência durante o breve período no Dia da Posse entre o meio-dia e o juramento de um novo presidente (ou o juramento renovado de um presidente reeleito) aproximadamente cinco minutos depois. Uma visão é que "um Presidente eleito não assume o status e os poderes de Presidente até que ele ou ela faça o juramento", segundo essa visão, "uma pessoa deve concluir o juramento para que possa assumir e exercer os poderes de Presidente". Uma segunda visão oposta é que a realização do juramento é uma "lembrança cerimonial tanto do dever do Presidente de executar a lei quanto do status da Constituição como lei suprema" e não é um pré-requisito para que uma pessoa "exerça os poderes do Chefe do Executivo", essa visão pode se basear parcialmente no fato de que o juramento não é mencionado nos requisitos de elegibilidade para a presidência estabelecidos em outra parte do Artigo II. Uma terceira visão intermediária (a visão de "presidência preparada") é que "um Presidente eleito se torna automaticamente Presidente ao início de seu novo mandato, mas é incapaz de 'assumir o exercício de seu cargo' até que recite o juramento"; em outras palavras, o presidente "deve completar o juramento antes de poder acessar constitucionalmente o poder da presidência".
O presidente eleito e o vice-presidente eleito recebem proteção obrigatória do Serviço Secreto dos Estados Unidos. Desde o assassinato de Robert F. Kennedy em 1968, candidatos dos principais partidos também recebem essa proteção durante a campanha eleitoral.

## Lista dos presidentes eleitos
| Presidente eleito | Presidente eleito      | Partido/Data de início | Partido/Data de início  | Data de Posse         |
| ----------------- | ---------------------- | ---------------------- | ----------------------- | --------------------- |
| 1                 | George Washington      | Sem Partido            | 6 de abril de 1789      | 30 de abril de 1789   |
| 2                 | John Adams             | Federalista            | dezembro de 1796        | 4 de março de 1797    |
| 3                 | Thomas Jefferson       | Democrata-Republicano  | 17 de fevereiro de 1801 | 4 de março de 1801    |
| 4                 | James Madison          | Democrata-Republicano  | dezembro de 1808        | 4 de março de 1809    |
| 5                 | James Monroe           | Democrata-Republicano  | dezembro de 1816        | 4 de março de 1817    |
| 6                 | John Quincy Adams      | Democrata-Republicano  | 9 de fevereiro de 1825  | 4 de março de 1825    |
| 7                 | Andrew Jackson         | Democrata              | 3 de dezembro de 1828   | 4 de março de 1829    |
| 8                 | Martin Van Buren       | Democrata              | 7 de dezembro de 1836   | 4 de março de 1837    |
| 9                 | William Henry Harrison | Whig                   | 2 de dezembro de 1840   | 4 de março de 1841    |
| 10                | James K. Polk          | Democrata              | 4 de dezembro de 1844   | 4 de março de 1845    |
| 11                | Zachary Taylor         | Whig                   | 7 de novembro de 1848   | 4 de março de 1849    |
| 12                | Franklin Pierce        | Democrata              | 2 de novembro de 1852   | 4 de março de 1853    |
| 13                | James Buchanan         | Democrata              | 4 de novembro de 1856   | 4 de março de 1857    |
| 14                | Abraham Lincoln        | Republicano            | 6 de novembro de 1860   | 4 de março de 1861    |
| 15                | Ulysses S. Grant       | Republicano            | 3 de novembro de 1868   | 4 de março de 1869    |
| 16                | Rutherford B. Hayes    | Republicano            | 2 de março de 1877      | 4 de março de 1877    |
| 17                | James A. Garfield      | Republicano            | 2 de novembro de 1880   | 4 de março de 1881    |
| 18                | Grover Cleveland       | Democrata              | 4 de novembro de 1884   | 4 de março de 1885    |
| 19                | Benjamin Harrison      | Republicano            | 6 de novembro de 1888   | 4 de março de 1889    |
| 20                | Grover Cleveland       | Democrata              | 8 de novembro de 1892   | 4 de março de 1893    |
| 21                | William McKinley       | Republicano            | 3 de novembro de 1896   | 4 de março de 1897    |
| 22                | William Taft           | Republicano            | 3 de novembro de 1908   | 4 de março de 1909    |
| 23                | Woodrow Wilson         | Democrata              | 5 de novembro de 1912   | 4 de março de 1913    |
| 24                | Warren Harding         | Republicano            | 2 de novembro de 1920   | 4 de março de 1921    |
| 25                | Herbert Hoover         | Republicano            | 6 de novembro de 1928   | 4 de março de 1929    |
| 26                | Franklin D. Roosevelt  | Democrata              | 8 de novembro de 1932   | 4 de março de 1933    |
| 27                | Dwight D. Eisenhower   | Republicano            | 4 de novembro de 1952   | 20 de janeiro de 1953 |
| 28                | John F. Kennedy        | Democrata              | 9 de novembro de 1960   | 20 de janeiro de 1961 |
| 29                | Richard Nixon          | Republicano            | 5 de novembro de 1968   | 20 de janeiro de 1969 |
| 30                | Jimmy Carter           | Democrata              | 2 de novembro de 1976   | 20 de janeiro de 1977 |
| 31                | Ronald Reagan          | Republicano            | 4 de novembro de 1980   | 20 de janeiro de 1981 |
| 32                | George H. W. Bush      | Republicano            | 8 de novembro de 1988   | 20 de janeiro de 1989 |
| 33                | Bill Clinton           | Democrata              | 3 de novembro de 1992   | 20 de janeiro de 1993 |
| 34                | George W. Bush         | Republicano            | 13 de dezembro de 2000  | 20 de janeiro de 2001 |
| 35                | Barack Obama           | Democrata              | 4 de novembro de 2008   | 20 de janeiro de 2009 |
| 36                | Donald Trump           | Republicano            | 9 de novembro de 2016   | 20 de janeiro de 2017 |
| 37                | Joe Biden              | Democrata              | 7 de novembro de 2020   | 20 de janeiro de 2021 |
| 38                | Donald Trump           | Republicano            | 6 de novembro de 2024   | 20 de janeiro de 2025 |